# Economia da Somália
Apesar da falta de um governo nacional, a Somália possui uma forte economia informal, baseada principalmente na pecuária, na transferência e remessas de fundos, e nas telecomunicações. A agricultura é o mais forte setor, e a pecuária representa 40% do PIB e mais de 50% das exportações.
A maior parte da economia foi devastada na guerra civil. A agricultura é o setor mais importante, com a criação de gado respondendo por cerca de 40% do PIB e por cerca de 65% das exportações. Grande parte de sua população que vive da criação de gado é nômade ou seminômade. Além do gado, a banana é outro importante item de exportação. O açúcar, o sorgo, o milho e os peixes são produtos para o mercado interno. A maior parte da economia se baseia à criação de camelos, setor pecuário que o país possui o maior rebanho do mundo.
O pequeno setor industrial se baseia no processamento de produtos agrícolas, e responde por 10% do PIB, a maioria das instalações industriais foi fechada por causa da guerra civil. Além disso, em 1999, distúrbios na capital, Mogadíscio e áreas vizinhas atrapalharam ações de ajuda internacional.
A Somália tem uma das mais altas taxas de mortalidade infantil do mundo, com cerca de 10% das crianças morrendo pouco depois de nascer e 25% das sobreviventes morrem antes dos 5 anos de idade. A organização  humanitária Médicos Sem Fronteiras considera a situação do país "catastrófica". Para piorar, diferentemente do que a maioria das pessoas acham o país tem o maior número de subnutridos do mundo (75%), e não a Etiópia, que possui 50% de seu povo. Isso coloca a Somália entre os 8 países mais pobres do mundo (o mais pobre é Serra Leoa).
Atualmente, algumas áreas do país estão mais economicamente ativas do que antes da guerra, quando o regime socialista de Siad Barre eliminou a livre iniciativa. O norte do país, em especial, recuperou-se economicamente. Apesar do país continuar pobre, o número de pessoas vivendo abaixo da linha da pobreza tem diminuído.

## Comércio exterior
Em 2020, o país foi o 179º maior exportador do mundo (US $ 0,02 bilhões). Já nas importações, em 2019, foi o 151º maior importador do mundo: US $ 2,4 bilhões.

## Setor primário

### Agricultura
A agricultura do país é muito pequena. A Somália produziu, em 2019:
- 226 mil toneladas de cana de açúcar;
- 143 mil toneladas de frutas;
- 125 mil toneladas de sorgo;
- 93 mil toneladas de mandioca;
- 80 mil toneladas de legumes;
- 57 mil toneladas de milho;
- 36 mil toneladas de gergelim;
- 29 mil toneladas de feijão;
- 24 mil toneladas de tomate;
- 18 mil toneladas de banana;
- 14 mil toneladas de damasco;
- 11 mil toneladas de laranja;

Além de produções menores de outros produtos agrícolas.

### Pecuária
A economia do país é extremamente dependente da pecuária. A Somália produziu, em 2019: 958 milhões de litros de leite de camela; 410 milhões de litros de leite de vaca; 395 milhões de litros de leite de ovelha; 373 milhões de litros de leite de cabra; 50 mil toneladas de carne bovina; 47 mil toneladas de carne de camelo; 45 mil toneladas de carne de cordeiro; 38 mil toneladas de carne de cabra, entre outros.

## Setor secundário

### Indústria
O Banco Mundial lista os principais países produtores a cada ano, com base no valor total da produção. Pela lista de 2019, a Somália tinha a 185ª indústria mais valiosa do mundo (US $ 40 milhões).

### Energia
Nas energias não renováveis, em 2020, o país não produzia petróleo. Em 2011, o país consumia 5,6 mil barris/dia (163º maior consumidor do mundo).